# Рогодзьоб довгохвостий

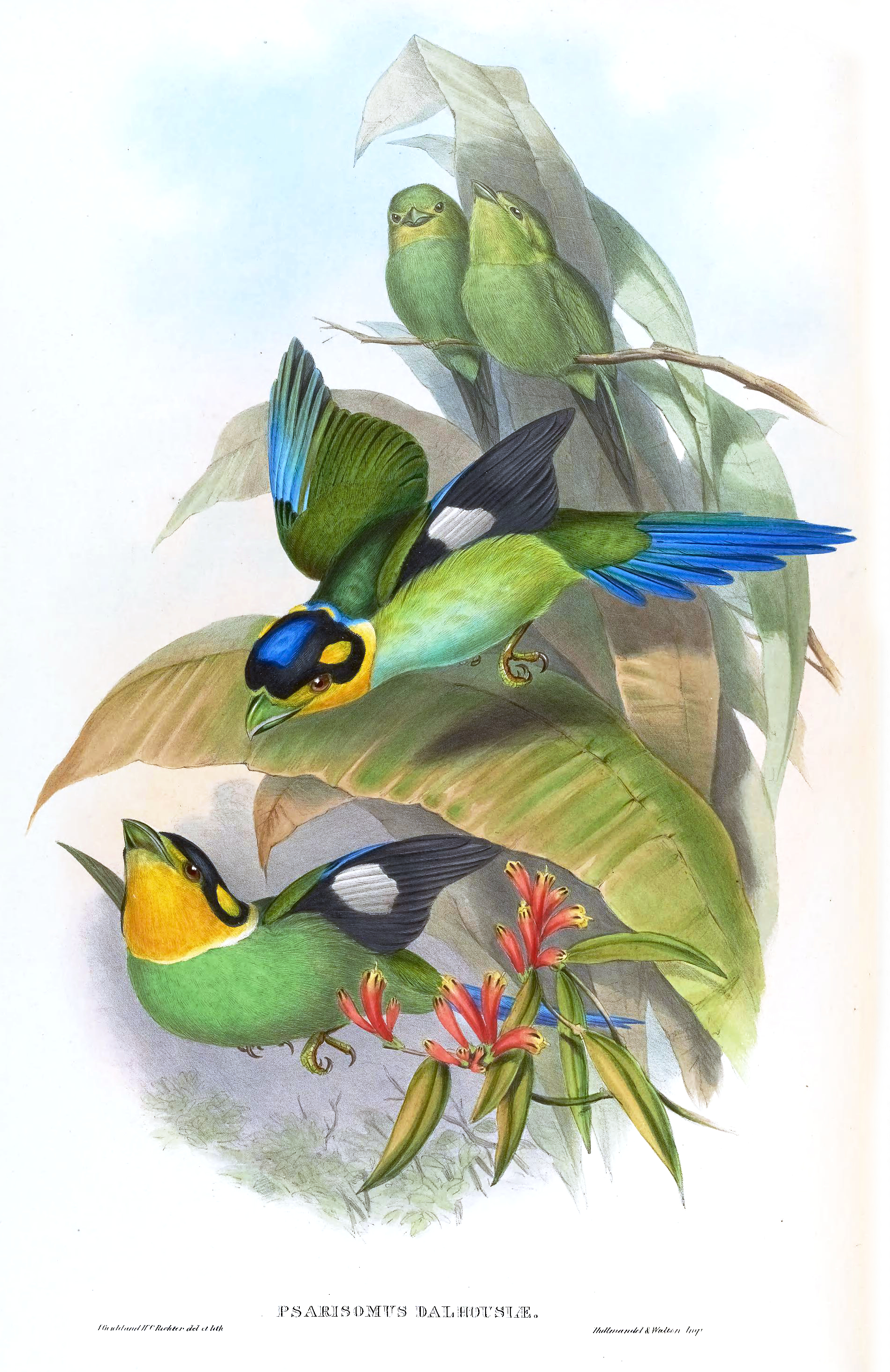

Рогодзьоб довгохвостий (Psarisomus dalhousiae) — вид горобцеподібних птахів родини рогодзьобових (Eurylaimidae).

## Опис
Довжина тіла 28 см, вага 50—60 г. Невеликий птах з довгим хвостом, великою головою і коротким, широким дзьобом і короткими лапами. Оперення переважно зеленого кольору, чорна шапочка, голова жовто-зеленого кольору, жовте воло і біла смужка на шиї. Хвіст забарвлений у блакитний колір.

## Ареал та місця існування
Ареал простягається від східних Гімалаїв через Південно-Східну Азію до Борнео та Суматри. Він живе в гірських джунглях, субтропічних лісах, в бамбукових хащах, а також у вторинних лісах.

## Живлення
Це суспільний птах, який літає поза періодом гніздування маленькими групами по лісах. Живиться комахами, яких ловить або в польоті, або у кроні дерев.

## Розмноження
Велике, грушоподібної форми, що висить на гілках гніздо складається з гілок і трав, має бічний вхід. У кладці від 5 до 6 яєць. Обоє батьків беруть участь у будівництві гнізда і насиджуванні кладки.